# Canton de Pointe-à-Pitre
Le canton de Pointe-à-Pitre est une circonscription électorale française située dans le département et région de la Guadeloupe.

## Histoire

### 1871-1946
| Nom                                    | Code Insee | Intercommunalité        | Superficie (km2) | Population (dernière pop. légale) | Densité (hab./km2) |
| -------------------------------------- | ---------- | ----------------------- | ---------------- | --------------------------------- | ------------------ |
| Pointe-à-Pitre (bureau centralisateur) | 97120      | CA Cap Excellence       | 2,66             | 14 855 (2022)                     | 5 585              |
| Les Abymes                             | 97101      | CA Cap Excellence       | 81,25            | 51 760 (2022)                     | 637                |
| Le Gosier                              | 97113      | CA La Riviéra du Levant | 45,2             | 27 205 (2022)                     | 602                |
| Morne-à-l'Eau                          | 97116      | CA du Nord Grande-Terre | 64,5             | 15 839 (2022)                     | 246                |

- Le canton de Pointe-à-Pitre élit cinq conseillers généraux de 1871 à 1879, huit de 1879 à 1919 (passage de 24 à 36 conseillers généraux en Guadeloupe), puis neuf de 1919 à 1946.

| Période élective | Conseillers élus       | Parti ou Nuance | Parti ou Nuance | Qualité                                          |
| ---------------- | ---------------------- | --------------- | --------------- | ------------------------------------------------ |
| 1871-1874        | Louis Alcindor         |                 |                 | Négociant Conseiller municipal de Pointe-à-Pitre |
| 1871-1874        | Fabius                 |                 |                 | Conseiller municipal de Pointe-à-Pitre           |
| 1871-1874        | Champy (fils)          |                 |                 |                                                  |
| 1871-1874        | Anatole Léger          |                 |                 | Maire de Pointe-à-Pitre                          |
| 1871-1874        | Mondésir Magloire      |                 |                 |                                                  |
|                  |                        |                 |                 |                                                  |
| 1874-1880        | R. Monnerot            |                 |                 |                                                  |
| 1874-1880        | S. Bertin              |                 |                 |                                                  |
|                  |                        |                 |                 |                                                  |
| 1877-1880        | Célestin Nicolas       |                 |                 |                                                  |
| 1877-1880        | Gustave Lacascade      |                 |                 |                                                  |
| 1877-1880        | R. Monnerot            |                 |                 |                                                  |
|                  |                        |                 |                 |                                                  |
| 1880-1883        | Célestin Nicolas       |                 |                 |                                                  |
| 1880-1883        | P. Giraud              |                 |                 |                                                  |
| 1880-1883        | Gaston Sarlat          |                 |                 |                                                  |
| 1880-1883        | E. Raddenais           |                 |                 |                                                  |
| 1880-1883        | J-F. Guilliod          |                 |                 |                                                  |
| 1880-1883        | Armand Hanne           |                 |                 |                                                  |
| 1880-1883        | Gustave Lacascade      |                 |                 |                                                  |
| 1880-1883        | D. Iphigénie           |                 |                 |                                                  |
|                  |                        |                 |                 |                                                  |
| 1883-1889        | Célestin Nicolas       |                 |                 |                                                  |
| 1883-1889        | N. Arsonneau           |                 |                 |                                                  |
| 1883-1889        | Jean-Louis Jeune       |                 |                 |                                                  |
| 1883-1889        | Am. Gagneur            |                 |                 |                                                  |
| 1883-1889        | Jean-François Guilliod |                 |                 |                                                  |
| 1883-1889        | Armand Hanne           |                 |                 |                                                  |
| 1883-1889        | Gustave Lacascade      |                 |                 |                                                  |
| 1883-1889        | Mathurin Dufond        |                 |                 |                                                  |
|                  |                        |                 |                 |                                                  |
| 1889-1895        | Adolphe Cicéron        |                 |                 |                                                  |
| 1889-1895        | Armand Hanne           |                 |                 |                                                  |
| 1889-1895        | I. Boricaud            |                 |                 |                                                  |
| 1889-1895        | Auguste Isaac          |                 |                 |                                                  |
| 1889-1895        | Régis Deumié           |                 |                 |                                                  |
| 1889-1895        | A. David (fils)        |                 |                 |                                                  |
| 1889-1895        | Voltaire Numa          |                 |                 |                                                  |
| 1889-1895        | Eugène Tamarin         |                 |                 |                                                  |
|                  |                        |                 |                 |                                                  |
| 1895-1901        | I. Boricaud            |                 |                 |                                                  |
| 1895-1901        | Adolphe Cicéron        |                 |                 |                                                  |
| 1895-1901        | Régis Deumié           |                 |                 |                                                  |
| 1895-1901        | Armand Hanne           |                 |                 |                                                  |
| 1895-1901        | Voltaire Numa          |                 |                 |                                                  |
| 1895-1901        | A. David (fils)        |                 |                 |                                                  |
| 1895-1901        | Vanony                 |                 |                 |                                                  |
| 1895-1901        | Léonce Léo             |                 |                 |                                                  |
|                  |                        |                 |                 |                                                  |
| 1901-1907        | Achille René-Boisneuf  |                 |                 |                                                  |
| 1901-1907        | A. David (fils)        |                 |                 |                                                  |
| 1901-1907        | Régis Deumié           |                 |                 |                                                  |
| 1901-1907        | Labrousse              |                 |                 |                                                  |
| 1901-1907        | Léo Léonce             |                 |                 |                                                  |
| 1901-1907        | Monestier              |                 |                 |                                                  |
| 1901-1907        | Raphaël Wachter        |                 |                 |                                                  |
| 1901-1907        | Alexandre Saverdat     |                 |                 |                                                  |
|                  |                        |                 |                 |                                                  |
| 1907-1913        | Alexandre Saverdat     |                 |                 |                                                  |
| 1907-1913        | Saint-Éloi Gourdin     |                 |                 |                                                  |
| 1907-1913        | Hubert Jean-Louis      |                 |                 |                                                  |
| 1907-1913        | Gaston Ballet          |                 |                 |                                                  |
| 1907-1913        | Belance Garbin         |                 |                 |                                                  |
| 1907-1913        | Claudius Moka          |                 |                 |                                                  |
| 1907-1913        | Joseph Hartog          |                 |                 |                                                  |
| 1907-1913        | Édouard Dubos          |                 |                 |                                                  |
|                  |                        |                 |                 |                                                  |
| 1913-1920        | Camille Dain           |                 |                 |                                                  |
| 1913-1920        | Achille René-Boisneuf  |                 |                 |                                                  |
| 1913-1920        | Régis Deumié           |                 |                 |                                                  |
| 1913-1920        | de Kermadec            |                 |                 |                                                  |
| 1913-1920        | Lyonnel Méloir         |                 |                 |                                                  |
| 1913-1920        | Démétrius Faugenet     |                 |                 |                                                  |
| 1913-1920        | Pierre Frédérick       |                 |                 |                                                  |
| 1913-1920        | Urbain Morand          |                 |                 |                                                  |
|                  |                        |                 |                 |                                                  |
| 1920-1922        | Camille Dain           |                 |                 |                                                  |
| 1920-1922        | Achille René-Boisneuf  |                 |                 |                                                  |
| 1920-1922        | Jean-Justin Archimède  |                 |                 |                                                  |
| 1920-1922        | Séraphin Adélaïde      |                 |                 |                                                  |
| 1920-1922        | Nérée Paladine         |                 |                 |                                                  |
| 1920-1922        | Lubin Tirolien         |                 |                 |                                                  |
| 1920-1922        | Horace Descamps        |                 |                 |                                                  |
| 1920-1922        | Amédée Barboteau       |                 |                 |                                                  |
|                  |                        |                 |                 |                                                  |
| 1922-1928        | Camille Dain           |                 |                 |                                                  |
| 1922-1928        | Jacques Gama           |                 |                 |                                                  |
| 1922-1928        | André Questel          |                 |                 |                                                  |
| 1922-1928        | Gaston Ballet          |                 |                 |                                                  |
| 1922-1928        | Jean-François          |                 |                 |                                                  |
| 1922-1928        | Lubin Tirolien         |                 |                 |                                                  |
| 1922-1928        | Michel Tacita          |                 |                 |                                                  |
| 1922-1928        | Hildevert-Adolphe Lara |                 |                 |                                                  |
| 1922-1928        | William Mélesse        |                 |                 |                                                  |
|                  |                        |                 |                 |                                                  |
| 1928-1934        |                        |                 |                 |                                                  |
|                  |                        |                 |                 |                                                  |
|                  |                        |                 |                 |                                                  |
|                  |                        |                 |                 |                                                  |
|                  |                        |                 |                 |                                                  |
|                  |                        |                 |                 |                                                  |
|                  |                        |                 |                 |                                                  |
|                  |                        |                 |                 |                                                  |
|                  |                        |                 |                 |                                                  |
|                  |                        |                 |                 |                                                  |
| 1934-1940        |                        |                 |                 |                                                  |
|                  |                        |                 |                 |                                                  |
|                  |                        |                 |                 |                                                  |
|                  |                        |                 |                 |                                                  |
|                  |                        |                 |                 |                                                  |
|                  |                        |                 |                 |                                                  |
|                  |                        |                 |                 |                                                  |
|                  |                        |                 |                 |                                                  |
|                  |                        |                 |                 |                                                  |
|                  |                        |                 |                 |                                                  |
| 1945-1947        | Gerty Archimède        |                 | PCF             |                                                  |
| 1945-1947        | Sabin Dacadosse        |                 | PCF             |                                                  |
| 1945-1947        | Ulysse Laurent         |                 | PCF             |                                                  |
| 1945-1947        | Gervais Anastase       |                 | SFIO            |                                                  |
| 1945-1947        | Lucien Bernier         |                 | SFIO            |                                                  |
| 1945-1947        | René-Paul Julan        |                 | SFIO            |                                                  |
| 1945-1947        | Pierre Monnerville     |                 | SFIO            |                                                  |
| 1945-1947        | Théophile Négrit       |                 | SFIO            |                                                  |
| 1945-1947        | Paul Valentino         |                 | SFIO            |                                                  |

Un nouveau découpage territorial de la Guadeloupe entre en vigueur à l'occasion des premières élections départementales suivant le décret du 24 février 2014. Les conseillers départementaux sont, à compter de ces élections, élus au scrutin majoritaire binominal mixte. Les électeurs de chaque canton élisent au Conseil départemental, nouvelle appellation du Conseil général, deux membres de sexe différent, qui se présentent en binôme de candidats. Les conseillers départementaux sont élus pour 6 ans au scrutin binominal majoritaire à deux tours, l'accès au second tour nécessitant 12,5 % des inscrits au 1er tour. En outre la totalité des conseillers départementaux est renouvelée. Ce nouveau mode de scrutin nécessite un redécoupage des cantons dont le nombre est divisé par deux avec arrondi à l'unité impaire supérieure si ce nombre n'est pas entier impair, assorti de conditions de seuils minimaux. Dans la Guadeloupe, le nombre de cantons passe ainsi de 40 à 21.

## Représentation
| Période élective | Période élective | Mandat | Mandat           | Identité                | Nuance | Nuance | Qualité |
| ---------------- | ---------------- | ------ | ---------------- | ----------------------- | ------ | ------ | --- |
| 2015             | 2021             | 2015   | 2016 (démission) | Marlène Miroite-Mélisse |        | PS     | Juriste, cadre des collectivités Vice-présidente du Conseil régional                                                                                           |
| 2015             | 2021             | 2015   | 2021             | Marcel Sigiscar         |        | DVG    | Responsable administratif et financier de l'Institut Pasteur Conseiller municipal (1983-20012) puis adjoint au maire de Pointe-à-Pitre Délégué général du PPDG |
| 2015             | 2021             | 2016   | 2021             | Sandra Enjaric          |        | DVG    | Professeure du second degré Adjointe PPDG au maire de Pointe-à-Pitre                                                                                           |
| 2021             | 2028             | 2021   | en cours         | Henry Angélique         |        | DVG    | Proviseur de lycée, 4ème adjoint au maire de Pointe-à-Pitre, membre du GUSR                                                                                    |
| 2021             | 2028             | 2021   | en cours         | Tania Galvani           |        | DVG    | Avocate à Pointe-à-Pitre, membre du GUSR |

### Résultats détaillés

#### Élections de mars 2015
À l'issue du 1er tour des élections départementales de 2015, deux binômes sont en ballottage : Marlène Miroite-Mélisse et Marcel Sigiscar (DVG, 36,23 %) et Georges Bredent et Tania Galvani (DVG, 28,61 %). Le taux de participation est de 38,33 % (5 196 votants sur 13 555 inscrits) contre 44,45 % au niveau départemental et 50,17 % au niveau national.
Au second tour, Marlène Miroite-Mélisse et Marcel Sigiscar (DVG) sont élus avec 51,95 % des suffrages exprimés et un taux de participation de 40,70 % (2 560 voix pour 5 517 votants pour 13 555 inscrits).

#### Élections de juin 2021
Le premier tour des élections départementales de 2021 est marqué par un très faible taux de participation (33,26 % au niveau national). Dans le canton de Pointe-à-Pitre, ce taux de participation est de 31,01 % (3 568 votants sur 11 506 inscrits) contre 30,59 % au niveau départemental. À l'issue de ce premier tour, deux binômes sont en ballottage : Henry Angelique et Tania Galvani (Union à gauche avec des écologistes, 35,99 %) et Sandra Enjaric et Mehdi Keita-Germain (Union à gauche, 25,79 %).
Le second tour des élections est marqué une nouvelle fois par une abstention massive équivalente au premier tour. Les taux de participation sont de 34,36 % au niveau national, 37,59 % dans le département et 34,7 % dans le canton de Pointe-à-Pitre. Henry Angelique et Tania Galvani (Union à gauche avec des écologistes) sont élus avec 56,21 % des suffrages exprimés (2 032 voix pour 3 991 votants et 11 500 inscrits),,.

## Composition
Le canton de Pointe-à-Pitre est formé de la commune de Pointe-à-Pitre. Il est entièrement inclus dans l'arrondissement de Pointe-à-Pitre. Le bureau centralisateur est situé à Pointe-à-Pitre.
| Nom                                    | Code Insee | Intercommunalité  | Superficie (km2) | Population (dernière pop. légale) | Densité (hab./km2) | Modifier                                    |
| -------------------------------------- | ---------- | ----------------- | ---------------- | --------------------------------- | ------------------ | ------------------------------------------- |
| Pointe-à-Pitre (bureau centralisateur) | 97120      | CA Cap Excellence | 2,66             | 14 855 (2022)                     | 5 585              | modifier les données · modifier les données |
| Canton de Pointe-à-Pitre               | 97115      |                   |                  | 14 855 (2022)                     |                    | modifier les données                        |

## Démographie
En 2022, le canton comptait 14 855 habitants, en évolution de −7,36 % par rapport à 2016 (Guadeloupe : −2,67 %, France hors Mayotte : +2,11 %).
| 2013   | 2018   | 2022   |
| ------ | ------ | ------ |
| 15 826 | 15 410 | 14 855 |